# 이로동 (목포시)
이로동(二老洞)은 전라남도 목포시에 위치하고 있는 행정구역이다.

## 개요
그전에는 전라남도 무안군 이로면이었으나 산정리, 상리, 용당리 등이 목포시에 편입되어 산정1동, 산정2동, 산정3동, 용당1동, 용당2동, 상동, 이로동으로 행정동으로 바뀌었다.

## 연혁
| 조선총독부령 제111호                                                                                                 |               |
| 구 행정구역 | 신 행정구역   |
| 목포부 이로면 대월리(大月里), 산양리(山陽里), 내화촌(柰花村), 대박산동(大朴山洞)                                     | 이로면 대양리 |
| 목포부 이로면 연치동(鳶峙洞), 백련동(白蓮洞)                                                                         | 이로면 산정리 |
| 목포부 부내면 연동(蓮洞), 산정리(山亭里)                                                                             | 이로면 산정리 |
| 목포부 이로면 중화동(仲化洞), 상리(上里), 하당리(下塘里)                                                             | 이로면 상리   |
| 목포부 이로면 도룡리(道龍里), 석현리(石峴里), 신지리(新芝里), 지학리(支鶴里), 하신진리(下薪津里), 상신진리(上薪津里) | 이로면 석현리 |
| 목포부 부내면 용당리(龍塘里), 내동(內洞), 관해동(觀海洞)                                                             | 이로면 용당리 |
| 목포부 이로면 대반동(大盤洞), 신죽동(新竹洞), 쌍교동(双橋洞)                                                         | 이로면 죽교리 |
- 1932년 무안군 이로면에 속함
- 1963년 1월 1일 목포시 이로동으로 편입
- 현재의 용해동, 상동, 하당동, 신흥동이 모두 이로동에 속해 있었음
- 1994년 7월 6일 인구 5만의 이로동을 용해동과 상동으로 분리 용해동에 속함
- 1997년 1월 1일 행정동 개편으로 인하여 이로동 탄생
- 과대동으로 분류된 인구 3만의 용해동을 국도 1호선을 경계로 광주로 가는 방향으로 좌측을 용해동, 우측을 이로동으로 분리
- 행정동 개편시 '이로'라는 옛 명칭을 부활하자는 주민의견에 의하여 현재의 이로동으로 칭하였음(법정동은 용해동으로 되어 있음)

## 아파트
| 단지명     | 건설사 | 시행사                            | 주소 | 주소   | 입주       | 비고 |
| ---------- | ------ | --------------------------------- | ---- | ------ | ---------- | ---- |
| 신안인스빌 | ㈜신안 | ㈜신안 용해1단지아파트 재건축조합 |      | 용해동 | 2007년 9월 |      |